# Садовый (Приморский край)
Садо́вый — село в Пограничном районе Приморского края России.
Входит в состав Пограничного городского поселения.

## История
В 1920-е годы на месте села была обнаружена железная руда, возник рудник и каменоломня, были построены временные жилища для рабочих рудника. В 1930-е годы на руднике в основном работали заключенные из спецлагеря «Сокол». До революции на месте будущего поселка стоял корейский хутор. Тогда же в Приморье был поставлен вопрос о развитии садоводства. На территории села был разбит плодово-ягодный питомник, затем посажены яблони и груши. К 1967 году в село стали переселяться жители окрестных сел. В настоящее время сад заброшен, но до сих пор плодоносит. В 2002 году в связи с утратой статуса посёлка был переименован в село Садовое, но в 2011 году краевой суд переименование отменил.

## Население
| 2002 | 2010 |
| ---- | ---- |
| 91   | ↘53  |

## Улицы
- ул. Верхняя,
- ул. Нижняя,
- ул. Средняя.